# Diplectrona
Diplectrona är ett släkte av nattsländor. Diplectrona ingår i familjen ryssjenattsländor.

## Bildgalleri

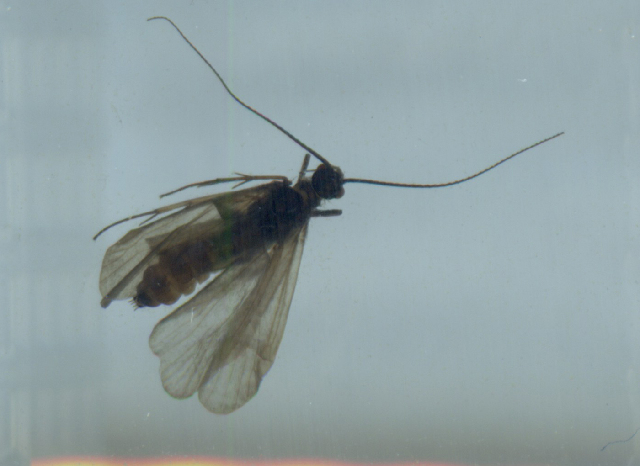

## Dottertaxa tillDiplectrona, i alfabetisk ordning[1]
- Diplectrona adusta
- Diplectrona aiensis
- Diplectrona albofasciata
- Diplectrona albomarginata
- Diplectrona angusta
- Diplectrona aspersa
- Diplectrona atra
- Diplectrona aurovittata
- Diplectrona bidens
- Diplectrona brunnea
- Diplectrona bulla
- Diplectrona burha
- Diplectrona californica
- Diplectrona candidana
- Diplectrona castanea
- Diplectrona chiapensis
- Diplectrona cinctipennis
- Diplectrona clara
- Diplectrona clarella
- Diplectrona cognata
- Diplectrona colorata
- Diplectrona dulitensis
- Diplectrona elongata
- Diplectrona exquisita
- Diplectrona extrema
- Diplectrona fansipanella
- Diplectrona fasciata
- Diplectrona fasciatella
- Diplectrona felix
- Diplectrona fissilinea
- Diplectrona flavospilota
- Diplectrona fonti
- Diplectrona fulvofusca
- Diplectrona furcata
- Diplectrona gombak
- Diplectrona hystricosa
- Diplectrona inermis
- Diplectrona japonica
- Diplectrona joannisi
- Diplectrona juliarum
- Diplectrona kibuneana
- Diplectrona kirimaduhela
- Diplectrona lieftincki
- Diplectrona likiangana
- Diplectrona luteocapitis
- Diplectrona lyella
- Diplectrona maculata
- Diplectrona mafulua
- Diplectrona magna
- Diplectrona maligna
- Diplectrona marginata
- Diplectrona marianae
- Diplectrona melli
- Diplectrona meridionalis
- Diplectrona metaqui
- Diplectrona modesta
- Diplectrona moralesi
- Diplectrona obscura
- Diplectrona oculata
- Diplectrona orientalis
- Diplectrona pallida
- Diplectrona papilionacea
- Diplectrona papuana
- Diplectrona pseudofasciata
- Diplectrona ripollensis
- Diplectrona robusta
- Diplectrona rossi
- Diplectrona salai
- Diplectrona salakensis
- Diplectrona sanguana
- Diplectrona satana
- Diplectrona scabrosa
- Diplectrona solitaria
- Diplectrona spinata
- Diplectrona subtriangulata
- Diplectrona suensoni
- Diplectrona tamdaophila
- Diplectrona tasmanica
- Diplectrona tenebricosa
- Diplectrona tohokuensis
- Diplectrona triangulata
- Diplectrona tricolor
- Diplectrona trifasciata
- Diplectrona ulmeri
- Diplectrona ungaranica
- Diplectrona vairya
- Diplectrona zealandensis